# مسنکامپ
مسنکامپ (به آلمانی: Messenkamp) یک شهر در آلمان است که در شاومبورگ واقع شده‌است. مسنکامپ ۸۴۵ نفر جمعیت دارد.